# Fangriemen
Als Fangriemen oder Fangschnur bezeichnet man eine Vorrichtung, die einen Gegenstand gegen Verlust sichert.
Die Bezeichnungen variieren je nach dem Material der Vorrichtung z. B. Lederriemen, Kordel, Seil etc. Es gibt auch Fangriemen aus Kunststoff, die in einer Spirale gewickelt sind und somit begrenzt dehnbar sind.
Im militärischen Bereich wurden und werden für manche Handwaffe insbesondere Säbel, Degen Faustriemen bzw. für Pistole und Revolver Fangriemen verwendet, die den Besitzer gegen Verlust oder Wegnahme sichern soll. Daher verfügen einige Dienstwaffen wie die Walther P1 oder Beretta 92 am Griffstück über entsprechende Ösen an denen die Fangschnur befestigt werden kann. Im zivilen Outdoorbereich werden so teilweise Kompaktkameras, Messer, Multifunktionswerkzeuge und andere Ausrüstungsgegenstände davor geschützt, versehentlich in den Schmutz zu fallen oder verloren zu gehen.
Ebenso sind einige Kopfbedeckungen mit einer Fangschnur versehen. Einen Fangriemen findet man an diversen Sportgeräten wie Snowboard, Ski oder Surfboard.

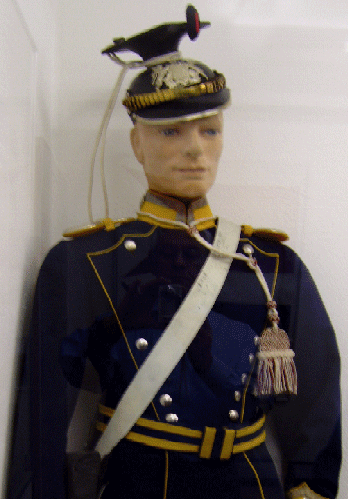
Fangschnur eines Ulanen am Helm
Fangschnur an einer Beretta 92
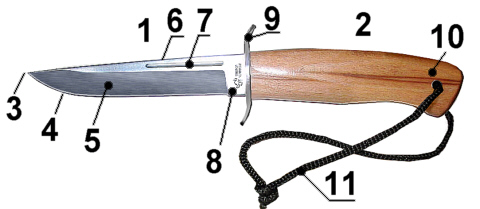
Messer mit Fangriemen
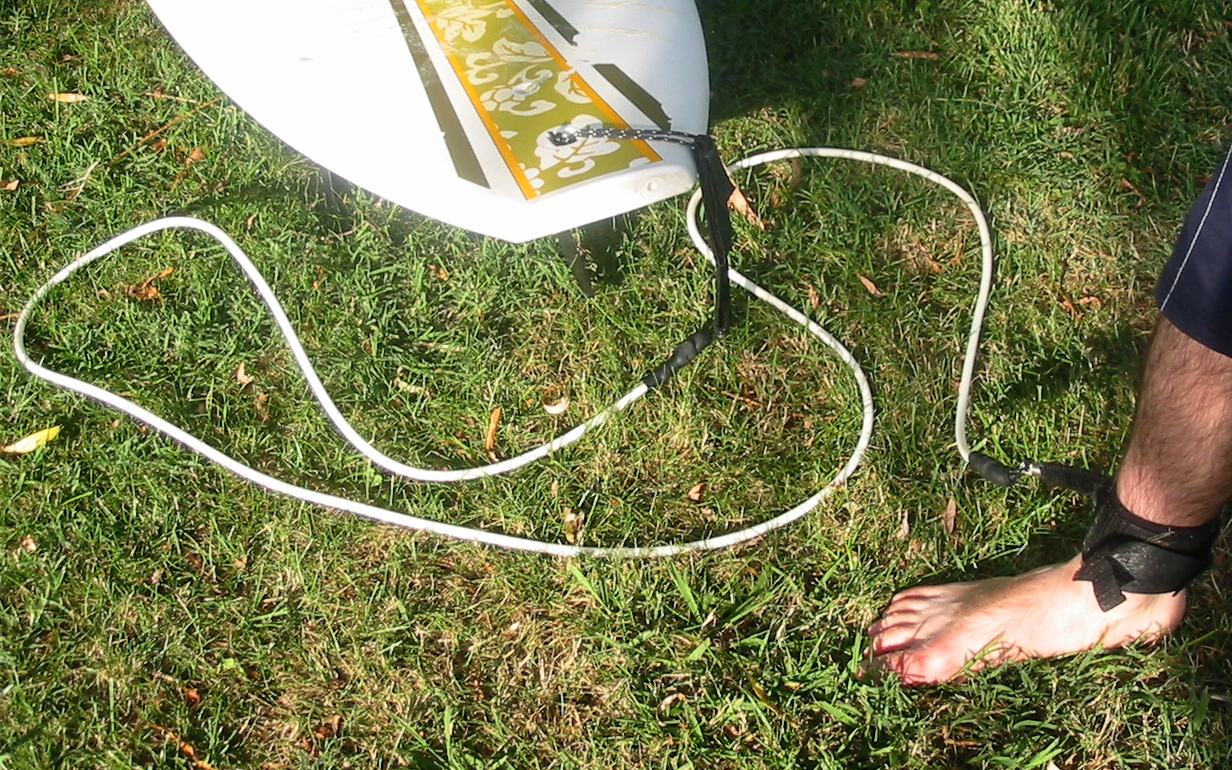
Fangriemen (Leash) beim Surfboard